# マダガスカル4
『マダガスカル4』（原題：Madagascar 4）は、2018年5月18日にアメリカで公開が計画されていたドリームワークス・アニメーション製作の3Dアニメーション映画。

## 概要
2014年6月12日、ドリームワークス・アニメーションは 『マダガスカル4』を2018年5月18日に公開する予定であることを明らかにした。
しかし、その後の興行が振るわず、2015年1月22日にパシフィック・データ・イメージズが閉鎖された後、大規模なリストラと今後の興行計画の見直しを発表。マダガスカル4も興行計画から外された。

## キャスト
- アレックス - ベン・スティラー ( 玉木宏 )
- マーティ - クリス・ロック  ( 柳沢慎吾 )
- メルマン - デヴィッド・シュワイマー ( 岡田義徳 )
- グロリア - ジェイダ・ピンケット・スミス ( 高島礼子 )
- 隊長 - トム・マクグラス ( 飛田展男 )
- 新人 - クリストファー・ナイツ ( 石田泰弘 )
- コワルスキー - クリス・ミラー ( 手塚秀彰 )
- リコ - ジェフリー・カッツェンバーグ ( 関貴昭 )
- キング・ジュリアン - サシャ・バロン・コーエン ( 小木博明 (おぎやはぎ) )
- モーリス - セドリック・ジ・エンターテイナー ( 矢作兼 (おぎやはぎ) )
- モート - アンディ・リクター ( 山口勝平 )